# Robrecht De Roock
Robrecht De Roock (Ninove, 25 maart 1971 - 23 januari 2005) was een Vlaamse acteur. Hij stierf in 2005 onverwachts aan een hartaanval.

## Rollen
- De Familie Backeljau (1993)
- Sterke Verhalen (1997)
- Vennebos (1997) - Gino "éénoog" Peelman (1997 tot 1998) Werner Peelman
- De Jacques Vermeire Show (1998)
- Flikken (1999) - Marco
- Familie  ( 1999-2000) - sektelid Chris
- Spoed (2000) - Rijkswachter
- Chris & Co (2001)
- Rêverie (2003) - fotograaf
- Zone Stad (2003-2005) - Jean Verbeken